# غريزانا
غريزانا (بالإيطالية: Grezzana)‏ هي كومونا (بلدية) تنتمي لمقاطعة فيرونا في منطقة فينيتو الإيطالية، وتقع على بعد حوالي 100 كيلومتر (62 ميل) غرب البندقية وحوالي 10 كيلومتر (6 ميل) شمال شرق فيرونا. اعتبارًا من 31 ديسمبر 2004 بلغ عدد سكانها 10525 نسمة ومساحتها 52.0 كيلومتر مربع (20.1 ميل2).
تقع غريزانا على حدود البلديات التالية: بوسكو كيزانوفا وسيرو فيرونيز وأربيزو ونيغرار وروفيري فيرونيز وسانتانا دالفيدو وفيرونا.

## وصلات خارجية
- الموقع الرسمي